# Odczynnik chemiczny
Odczynnik chemiczny – dany związek chemiczny lub – w sensie bardziej ogólnym – określona mieszanina związków chemicznych (lub ich roztwór), przygotowana pod kątem przewidywanego sposobu wykorzystania w pracy laboratoryjnej.
Odczynnik chemiczny może mieć określoną czystość substancji, zmierzone zanieczyszczenia, odpowiedni sposób konfekcji, wyznaczony okres trwałości, a jego opakowanie oraz sposób przechowywania dostosowane są do zapewnienia wymaganego w danych zastosowaniach stopnia niezmienności składu chemicznego. Na wpływ tej niezmienności może mieć również ujawnienie producenta, wykonawcy lub dostawcy, oraz jego niezmienianie.
Ten sam związek chemiczny może być określany w różny sposób – stanowić szereg różnych odczynników, różniących się np. czystością, sposobem granulacji, precyzyjnym porcjowaniem itd. Również różne (ale określone) stężenia tego samego związku w danym rozpuszczalniku, często w ściśle odmierzonych porcjach (tzw. fiksanale), są różnymi odczynnikami chemicznymi.
Z uwagi na stopień czystości, odczynniki dzielą się na: techniczny (techn.), czysty (cz.; łac. purum, pur.), czysty do analizy (cz.d.a.; łac. pro analisi, p.a.) i chemicznie czysty (ch.cz.; łac. purrissimum, puris.). 
Odczynniki chemiczne stosowane są do prac naukowo-badawczych, pomiarowych, w preparatyce, a także do produkcji innych substancji na niewielką skalę.
Wśród odczynników chemicznych wyróżnia się m.in. odczynniki analityczne, czyli substancje przygotowane specjalnie do przeprowadzania reakcji chemicznych dających charakterystyczne efekty, co jest wykorzystywane do wykrywania innych substancji lub dokładnego określania ich ilości lub stężenia (np. poprzez miareczkowanie, analizę strąceniową, kompleksometrię).
Przykłady odczynników chemicznych (z reguły niebędących czystymi związkami chemicznymi):
- odczynnik Czugajewa
- odczynnik Fehlinga
- odczynnik Griessa – stosowany do wykrywania i oznaczania azotynów
- odczynnik Lucasa – stosowany do odróżnienia alkoholi trzeciorzędowych (mieszanina HCl i chlorku cynku ZnCl2)
- odczynnik Marquisa – stosowany do wykrywania alkaloidów
- odczynnik Millona(inne języki)
- odczynnik Nesslera
- odczynnik Tollensa – stosowany do wykrywania aldehydów – zawiera jony diaminasrebrowe(I) [Ag(NH3)2]+ w środowisku alkalicznym, wobec aldehydów daje tzw. lustro srebrowe
- odczynnik Schweizera.